# کیونگ سو جین
کیونگ سو جین (کره‌ای: 경수진؛ زادهٔ ۵ نوامبر ۱۹۸۷) بازیگر اهل کره جنوبی است.

## حرفه
پس از ایفای نقش مکمل در مرد استوایی، بادی که در آن زمستان وزید و کوسه، او نخستین نقش اصلی خود را در تی‌وی ناول: اون‌هی انجام داد.